# Шаловци (Средишче об Драви)
Шаловци (словен. Šalovci) су насељено место у општини Средишче об Драви, Подравска регија, Словенија.

## Историја
До територијалне реорганизације у Словенији били су у саставу старе општине Ормож.

## Становништво
У попису становништва из 2011. године, Шаловци су имали 191 становника.
| Број становника према пописима | Број становника према пописима | Број становника према пописима |
| ------------------------------ | ------------------------------ | ------------------------------ |
| 1991                           | 2002                           | 2011                           |
| 232                            | 217                            | 191                            |

Напомена: Године 1953. настала спајањем насеља Сподњи Шаловци и Згорњи Шаловци, која су укинута.